# Guerra subsidiaria

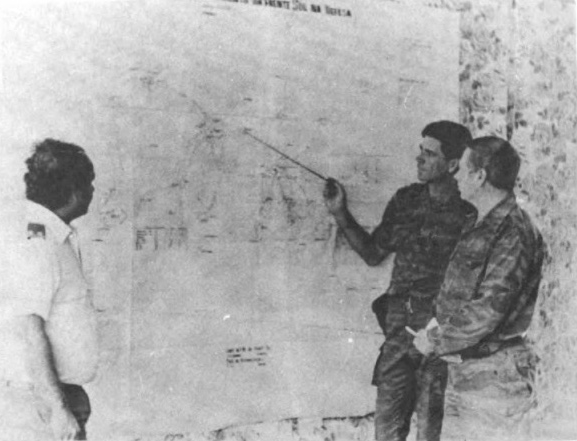
Militares soviéticos planeando una operación durante la guerra civil angoleña, una guerra subsidiaria entre Estados Unidos y la URSS.

La guerra subsidiaria, guerra por delegación o guerra por procuración, también conocida por el anglicismo proxy war y a veces unificado como guerra proxy, es un tipo de guerra que se produce cuando dos o más potencias utilizan a terceros como sustitutos, en vez de enfrentarse directamente en las hostilidades.
Aunque las superpotencias han utilizado en ocasiones países y gobiernos como subsidiarios, en general se tiende a emplear guerrillas, partisanos, mercenarios, grupos terroristas, saboteadores o espías para atacar al oponente indirectamente. El objetivo es dañar, dislocar o debilitar a la otra potencia sin entrar en un conflicto abierto.
Con frecuencia, las guerras subsidiarias se libran en el contexto de conflictos violentos o soterrados a gran escala. Rara vez es posible librar una guerra subsidiaria pura, pues los bandos utilizados tienen sus propios intereses, algunos de los cuales divergen de los intereses de los patrones.
Entre las guerras que se consideran que han tenido un componente de subsidiariedad importante se hallan la guerra civil española, la guerra civil griega, las guerras de Corea, Vietnam o Afganistán, la guerra civil libanesa, la guerra de Angola, la guerra indo-pakistaní, la guerra civil salvadoreña;  en general, los conflictos derivados de la Guerra Fría y más recientes, la invasión de Irak de 2003, la invasión rusa de Georgia, la guerra civil siria, la guerra civil yemení o la invasión rusa de Ucrania.